# Jeunesse droguée
Pour plus de détails, voir Fiche technique et Distribution.
Jeunesse droguée (titre original : High School Confidential!) est un film américain réalisé par Jack Arnold sorti en 1958. Jerry Lee Lewis joue son propre rôle dans le film et enregistre la chanson du film High School Confidential.

## Synopsis
Tony Baker, un adolescent rebelle au casier judiciaire chargé, arrive dans un lycée et y devient le chef d'une bande organisé. Racket, violence et menace à l'arme blanche sont au programme du jeune délinquant. Coleridge, un de ses camarades, revend de la marijuana à l'intérieur de l'établissement. Tony ne tarde pas à entrer en relation avec son fournisseur et se lance dans le trafic de drogue.

## Fiche technique
- Titre du film : Jeunesse droguée
- Titre original : High School Confidential!
- Réalisation : Jack Arnold
- Scénario : Robert Blees (en), Lewis Meltzer
- Photographie : Harold J. Marzorati
- Format : Noir et blanc, 2,35 : 1
- Musique : Albert Glasser et la chanson titre du film interprétée par Jerry Lee Lewis
- Montage : Ben Lewis
- Décors : Henry Grace, Arthur Krams
- Production : Albert Zugsmith (en) Productions
- Pays d'origine :  États-Unis
- Durée : 85 minutes
- Dates de sortie :
  -  États-Unis : 30 mai 1958
  - France : 10 juin 1959

## Distribution
- Russ Tamblyn : Tony Baker, alias Mike Wilson
- Jan Sterling : Arlene Williams, l'enseignante
- John Drew Barrymore : Coleridge
- Diane Jergens (en) : Joan Staples
- Mamie Van Doren : Gwen Dulaine
- Ray Anthony : Bix
- Jackie Coogan : Mr. A. August
- Charles Chaplin Jr. : Quinn
- Burt Douglas : Jukey Judlow
- Jody Fair : Doris
- Jerry Lee Lewis : son propre rôle

## Commentaire
Film de série B, High School Confidential fut lancé dans le but de sensibiliser le public au problème de la drogue. Il obtint effectivement un succès important au moment de sa sortie. Yves Boisset, alors critique de cinéma, jugea le film « remarquablement fait » et le considéra « comme un document exceptionnel sur la jeunesse américaine ». Il rappelait également le fait extraordinaire que l'on y voyait, pour la première fois depuis la Seconde Guerre mondiale, une Américaine aux seins nus. Les critiques louèrent la performance de Russ Tamblyn que l'on verra, par la suite, dans le rôle de Riff du West Side Story de Robert Wise et Jerome Robbins.